# MF 2000
De MF 2000 (of MF 01) is een moderne metrotrein die in de Franse hoofdstad Parijs rijdt. De letters MF verwijzen naar matériel fer of métro fer, (rollend) materieel ijzer of metro ijzer.
De eerste metrotreinen werden in 2007 geleverd. Tien jaar later werd de laatste bestelde trein van dit type geleverd. De MF 2000 rijdt op stalen wielen en is bestemd voor lijn 2, lijn 5 en lijn 9, als opvolger van de MF 67. In totaal heeft de aanschaf van de treinen ongeveer €800 miljoen gekost.
De treinen van lijn 9 hebben een aparte kleurstelling, grijs waarvan de deuren "RATP-groen" blijven. In tegenstelling tot de treinen die tot dusver in Parijs reden, is de MF 2000 voorzien van airconditioning en cameratoezicht.

## Afbeeldingen

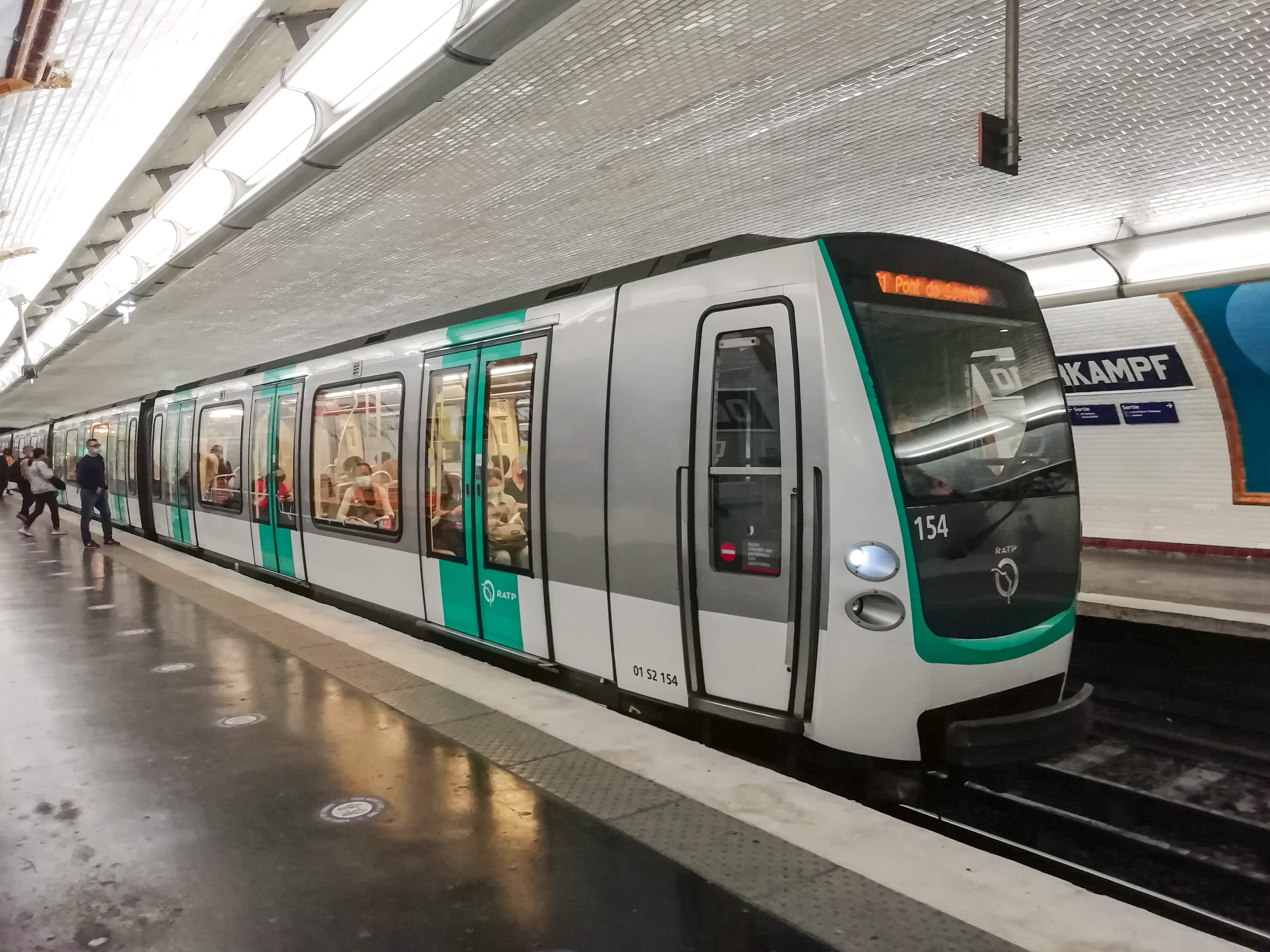
Een trein die op lijn 9 rijdt
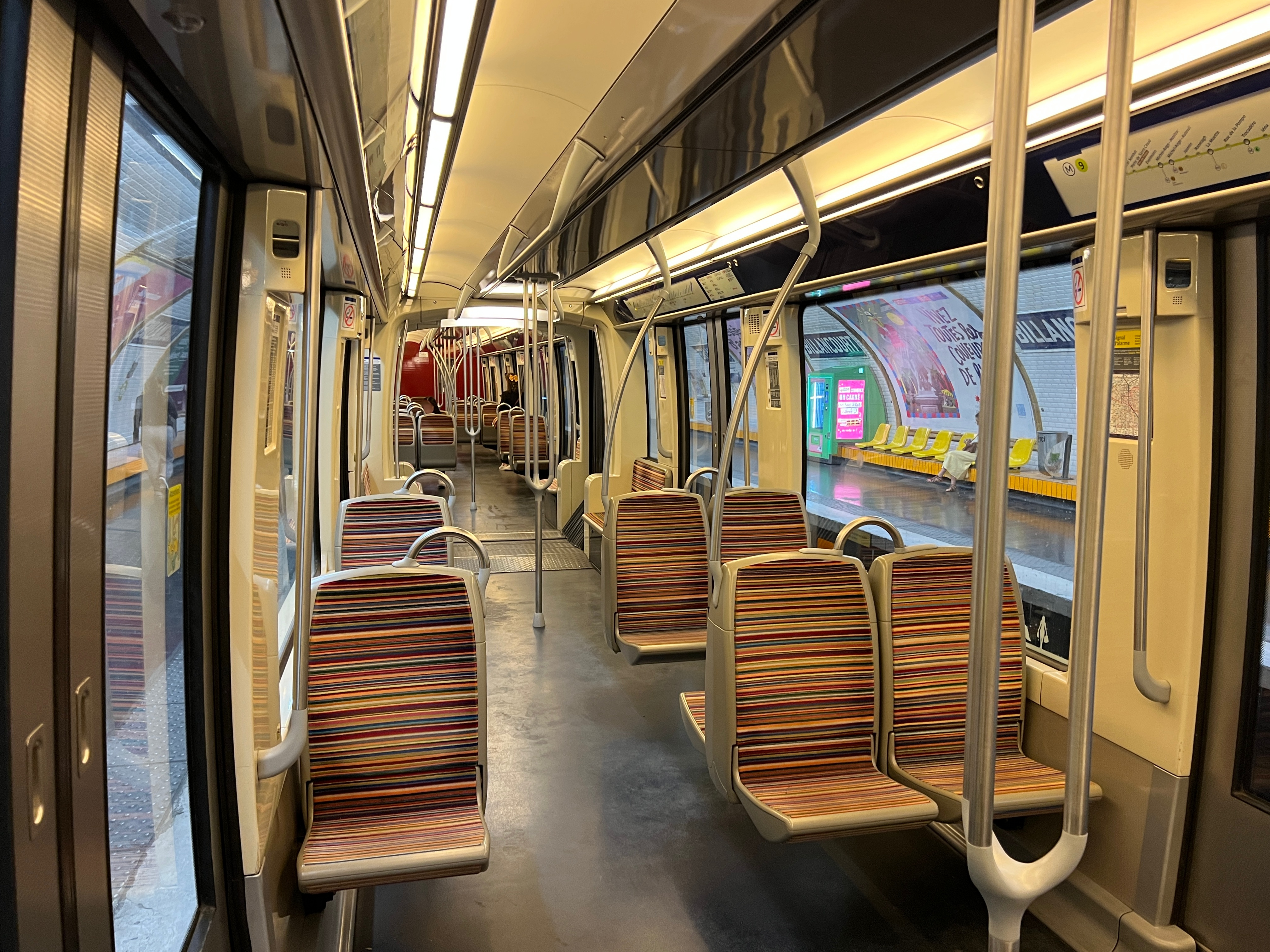
Interieur